# BDX
BDX, officiellt BDX Företagen AB, är ett företag inom anläggnings- logistik-, industri- och entreprenadbranschen. Bolaget är privatägt och har ca 300 medleverantörer med cirka 1 700 anställda och ca 1 600 maskiner och fordon. BDX har ca 600 anställda på 14 kontor från Höör till Kiruna. 
BDX är främst verksamma i Norrbottens län, Västerbottens län, Västernorrlands län, Stockholms län.

## Dotterbolag
- Civil Works Nordic AB (CWN)
- BDX Miljö AB
- BDX Rail AB
- BDX Skog AB
- Bimac AB
- DäckProffset AB
- DäckProffset i Gällivare AB
- Nema AB
- Spånga distribution AB
- TräTrans (75%)
- OLAB AB[2]
- Svalget Återvinning AB